# Plagiolepis
 Plagiolepis  Mayr, 1861 ist eine Gattung der Ameisen (Formicidae) aus der Unterfamilie der Schuppenameisen (Formicinae). Sie kommen in Afrika, Asien und Europa in etwa 60 Arten vor, davon leben mindestens neun Arten in Europa. In Mitteleuropa kommen die vier Arten Plagiolepis ampeloni, Plagiolepis pygmaea, Plagiolepis vindobonensis und Plagiolepis xene vor. Einige der Arten leben als Sozialparasiten in den Kolonien verwandter Arten.

## Merkmale
Die Vertreter der Gattung Plagiolepis gehören zu den sehr kleinen Ameisen in Mitteleuropa. Gemeinsam mit den Arten der Gattung Acropyga sind sie die einzigen Ameisenarten in Europa mit einer Körpergröße von weniger als drei Millimetern, die Körperlängen der in Europa heimischen Arten liegen bei 1,5 bis 2,5 Millimetern. Eine Verwechslungsgefahr besteht mit den Arbeiterinnen von Tapinoma pygmaeum, von denen sie sich jedoch in verschiedenen Merkmalen wie hauptsächlich der Anzahl der Antennenglieder unterscheiden. Innerhalb der Gattung unterscheiden sich die Arten vor allem durch die Längenverhältnisse der Antennenglieder sowie der Dichte der Behaarung auf der Gaster.
Die über den größten Teil Europas verbreitete P. pygmaea sowie die in Griechenland nachgewiesene P. karawajewi zeichnen sich über ein kurzes drittes Funiculusglied aus, während dieses bei der in Mittel- und Südeuropa verbreiteten P. taurica, P. pallescens im Balkanraum und der auf der iberischen Halbinsel anzutreffenden P. schmitzi verlängert ist. (Funiculus oder Geißel nennt man den aus kurzen Gliedern bestehenden Abschnitt, der im Winkel („gekniet“) an dem Scapus genannten langen Schaftglied ansitzt. Das dritte Glied des Funiculus ist also das vierte Antennenglied oder Antennomer).

## Verbreitung
Arten der Gattung Plagiolepis leben in Afrika, Asien und Europa. Mindestens neun Arten aus der Gattung sind in Europa heimisch, laut Fauna Europaea werden 11 Arten mit teilweise europäischem Vorkommen gelistet: P. allaudi, P. ampleoni, P. ancyrensis, P. grassei, P. karawajewi, P. obscuriscapa, P. pallescens, P. pygmaea, P. schmitzi, P. tauricus und P. xene. Einzelne Arten konnten sich, vor allem als Kulturfolger des Menschen, außerhalb ihres ursprünglichen Verbreitungsgebietes etablieren. So ist etwa die ursprünglich aus Madagaskar stammende Plagiolepis alluaudi durch menschliche Aktivitäten heute weltweit verbreitet und vor allem in Gebieten mit tropischem Klima und beispielsweise in Europa und Asien als Bewohnerin von Treibhäusern weit verbreitet.
Die Höhenverbreitung reicht bis etwa 1500 Meter.

## Lebensweise

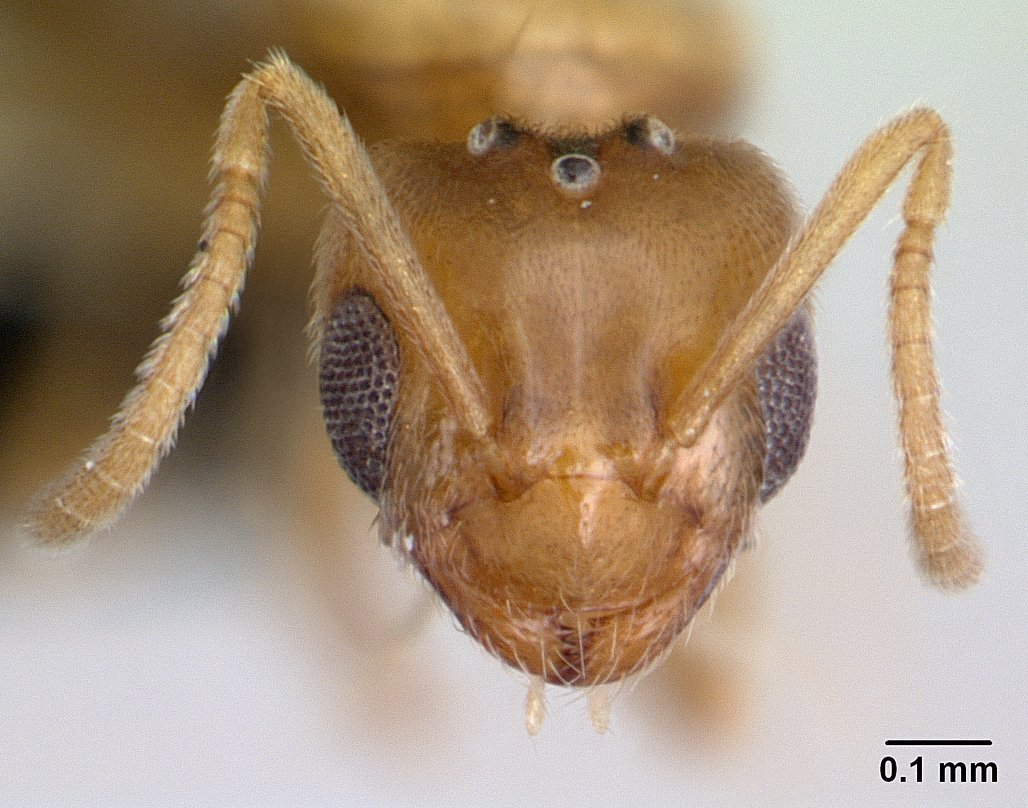
Kopf von Plagiolepis alluaudi

Die europäischen Ameisen der Gattung leben bevorzugt in trockenen Wäldern wie den Trockenwäldern in Südeuropa, zudem in Böschungen, an Wegrändern und in Ruderalflächen und ungenutzten Gelände mit ungestörten Böden. Die Nester finden sich unter Steinen oder in Felsspalten, seltener direkt im Boden oder unter Totholz. Die Arbeiterinnen suchen einzeln nach Nahrung im Bodenstreu oder in niedriger Vegetation. Die Tiere gehören zu den Ameisenarten, die nach dem Winter sehr früh wieder aktiv werden. Sie ernähren sich omnivor, also sowohl von kleinen Arthropoden wie auch von pflanzlicher Nahrung, vor allem zuckerhaltigen Substanzen wie Blattlaus-Honigtau und Nektar. Einige Arbeiterinnen sammeln Flüssigkeit in ihrem Kropf und werden so genannte „Physogaster“, die andere Ameisen in der Kolonie versorgen. Als Parasiten können rote Milben vorkommen, die im Vergleich zu den Wirtsameisen relativ groß sind.
Geschlechtstiere schwärmen im Früh- bis Hochsommer im Juni bis Juli. In mediterranen Gebieten kann die Nestdichte sehr hoch sein, dabei können vier bis fünf Nester pro Quadratmeter entstehen. Die Kolonien beherbergen mehrere Tausend Einzeltiere und sind polygyn zusammengesetzt, beherbergen also fast ausschließlich weibliche Tiere (sterile Arbeiterinnen). Neue Kolonien können sich von bestehenden abspalten oder neu angelegt werden. Dabei kann eine Kolonie auch mehrere Satellitennester bilden, die sich zur Überwinterung wieder zusammenschließen.
Einige Arten der Gattung leben parasitisch in den Kolonien anderer Ameisenarten. Die bekannteste und am weitesten verbreitete parasitäre Plagiolepis-Art in Europa ist Plagiolepis xene, die in den Nestern von Plagiolepis pygmaea lebt. Weitere parasitische Arten in Europa Arten sind Plagiolepis delaugerrei auf Korsika in den Nestern von Plagiolepis tauricus sowie Plagiolepis ampeloni in Teilen Österreichs und Plagiolepis grassei in Südfrankreich und Teilen der iberischen Halbinsel. Dabei produziert nur P. grassei neben den Geschlechtstieren auch Arbeiterinnen. Die Königinnen dieser Arten sind kaum größer als die Wirtsarbeiterinnen und die Männchen und Königinnen sehen sich sehr ähnlich. In parasitierten Nestern können mehrere Dutzend Fremdköniginnen enthalten, die Nachwuchs produzieren, der gemeinsam mit ihnen von den Fremdarbeiterinnen versorgt wird. Sie töten die Wirtskönigin nicht und liegen häufig nahe bei dieser. In einer phylogenetischen Analyse der betreffenden parasitischen Arten und ihrer Wirte konnte zeigen, dass dieser Sozialparasitismus wahrscheinlich mehrfach unabhängig voneinander entstanden ist und mit hoher Wahrscheinlichkeit das Ergebnis einer sympatrischen Arttrennung von Schwesterarten ist.

## Systematik
Die Gattung Plagiolepis ist eine anerkannte und eigenständige Gattung innerhalb der Schuppenameisen (Formicinae). Sie wurde 1861 von Gustav Mayr wissenschaftlich beschrieben und umfasst etwa 60 Arten (plus 10 nur fossil, als Inklusen in Bernstein bekannte):
- Plagiolepis abyssinica Forel, 1894
- Plagiolepis adynata Bolton, 1995
- Plagiolepis alluaudi Emery, 1894
- Plagiolepis ampeloni (Faber, 1969)
- Plagiolepis arnoldii Dlussky, 1990
- Plagiolepis balestrierii Menozzi, 1939
- Plagiolepis bicolor Forel, 1901
- Plagiolepis boltoni Sharaf & Aldawood, 2011
- Plagiolepis breviscapa Collingwood & van Harten, 2005
- Plagiolepis brunni Mayr, 1895
- Plagiolepis calva Radchenko, 1996
- Plagiolepis capensis Mayr, 1865
- Plagiolepis cardiocarenis Chang & He, 2002
- Plagiolepis chirindensis Arnold, 1949
- Plagiolepis clarki Wheeler, 1934
- Plagiolepis compressa Radchenko, 1996
- Plagiolepis decora Santschi, 1914
- Plagiolepis delaugerrei Casevitz-Weulersse, 2014
- Plagiolepis demangei Santschi, 1920
- Plagiolepis deweti Forel, 1904
- Plagiolepis dichroa Forel, 1902
- Plagiolepis dlusskyi Radchenko, 1996
- Plagiolepis exigua Forel, 1894
- Plagiolepis flavescens Collingwood, 1976
- Plagiolepis funicularis Santschi, 1919
- Plagiolepis fuscula Emery, 1895
- Plagiolepis grassei Le Masne, 1956
- Plagiolepis hoggarensis Bernard, 1981
- Plagiolepis intermedia Emery, 1895
- Plagiolepis jerdonii Forel, 1894
- Plagiolepis jouberti Forel, 1910
- Plagiolepis juddi Sharaf & Aldawood, 2011
- Plagiolepis karawajewi Radchenko, 1989
- Plagiolepis livingstonei Santschi, 1926
- Plagiolepis longwang Terayama, 2009
- Plagiolepis lucidula Wheeler, 1934
- Plagiolepis madecassa Forel, 1892
- Plagiolepis manczshurica Ruzsky, 1905
- Plagiolepis mediorufa Forel, 1916
- Plagiolepis moelleri Bingham, 1903
- Plagiolepis montivaga Arnold, 1958
- Plagiolepis nitida Karavaiev, 1935
- Plagiolepis nynganensis McAreavey, 1949
- Plagiolepis pallescens Forel, 1889
- Plagiolepis perperamus Salata, Borowiec & Radchenko, 2018
- Plagiolepis pictipes Santschi, 1914
- Plagiolepis pissina Roger, 1863
- Plagiolepis pontii Menozzi, 1939
- Plagiolepis puncta Forel, 1910
- Plagiolepis pygmaea (Latreille, 1798) (Typusart)
- Plagiolepis regis Karavaiev, 1931
- Plagiolepis rogeri Forel, 1894
- Plagiolepis schmitzii Forel, 1895
- Plagiolepis simoni Emery, 1921
- Plagiolepis squamulosa Wheeler, 1934
- Plagiolepis sudanica Weber, 1943
- Plagiolepis vanderkelleni Forel, 1901
- Plagiolepis vladileni Radchenko, 1996
- Plagiolepis wilsoni (Clark, 1934)
- Plagiolepis xene Stärcke, 1936

## Belege
1. 1 2 3 4 5 6  Christophe Galkowski, Rumsaïs Blatrix, Philippe Wegnez, Monika Niehaus, Haupt Verlag: Die Ameisen Europas der Bestimmungsführer. 1. Auflage. Haupt, Bern 2019, ISBN 978-3-258-08127-4, S. 232–233.
2. ↑  Plagiolepis bei Fauna Europaea, abgerufen am 14. Mai 2021.
3. ↑  James K. Wetterer: Worldwide spread of Alluaud's little yellow ant, Plagiolepis alluaudi (Hymenoptera: Formicidae). Myrmecological News 19, 2013; S. 53–59. (pdf).
4. ↑  Christophe Galkowski, Rumsaïs Blatrix, Philippe Wegnez, Monika Niehaus, Haupt Verlag: Die Ameisen Europas der Bestimmungsführer. 1. Auflage. Haupt, Bern 2019, ISBN 978-3-258-08127-4, S. 234–235.
5. ↑  Félicien Degueldre, Patrick Mardulyn, Alexandre Kuhn, Amélie Pinel, Celal Karaman, Claude Lebas, Enrico Schifani, Gregor Bračko, Herbert C. Wagner, Kadri Kiran, Lech Borowiec, Luc Passera, Sílvia Abril, Xavier Espadaler, Serge Aron: Evolutionary history of inquiline social parasitism in Plagiolepis ants. Molecular Phylogenetics and Evolution 155, 2021; 107016. (pdf), doi:10.1016/j.ympev.2020.107016.
6. ↑  Plagiolepis auf biolib.cz, abgerufen am 14. Mai 2021.
7. ↑  Plagiolepis Mayr, 1861. AntCat, an Online Catalog of the Ants of the World, by Barry Bolton. Abgerufen am 18. Mai 2021.